# Guglielmo Federico di Schleswig-Holstein
Guglielmo Federico, duca di Schleswig-Holstein-Sonderburg-Glücksburg, dal 1931 di Schleswig-Holstein (Schleswig-Holstein, 23 agosto 1891 – Coburgo, 10 febbraio 1965), è stato il duca di Schleswig-Holstein e capo del Casato degli Oldenburg dal 21 gennaio 1934 fino alla sua morte.

## Infanzia

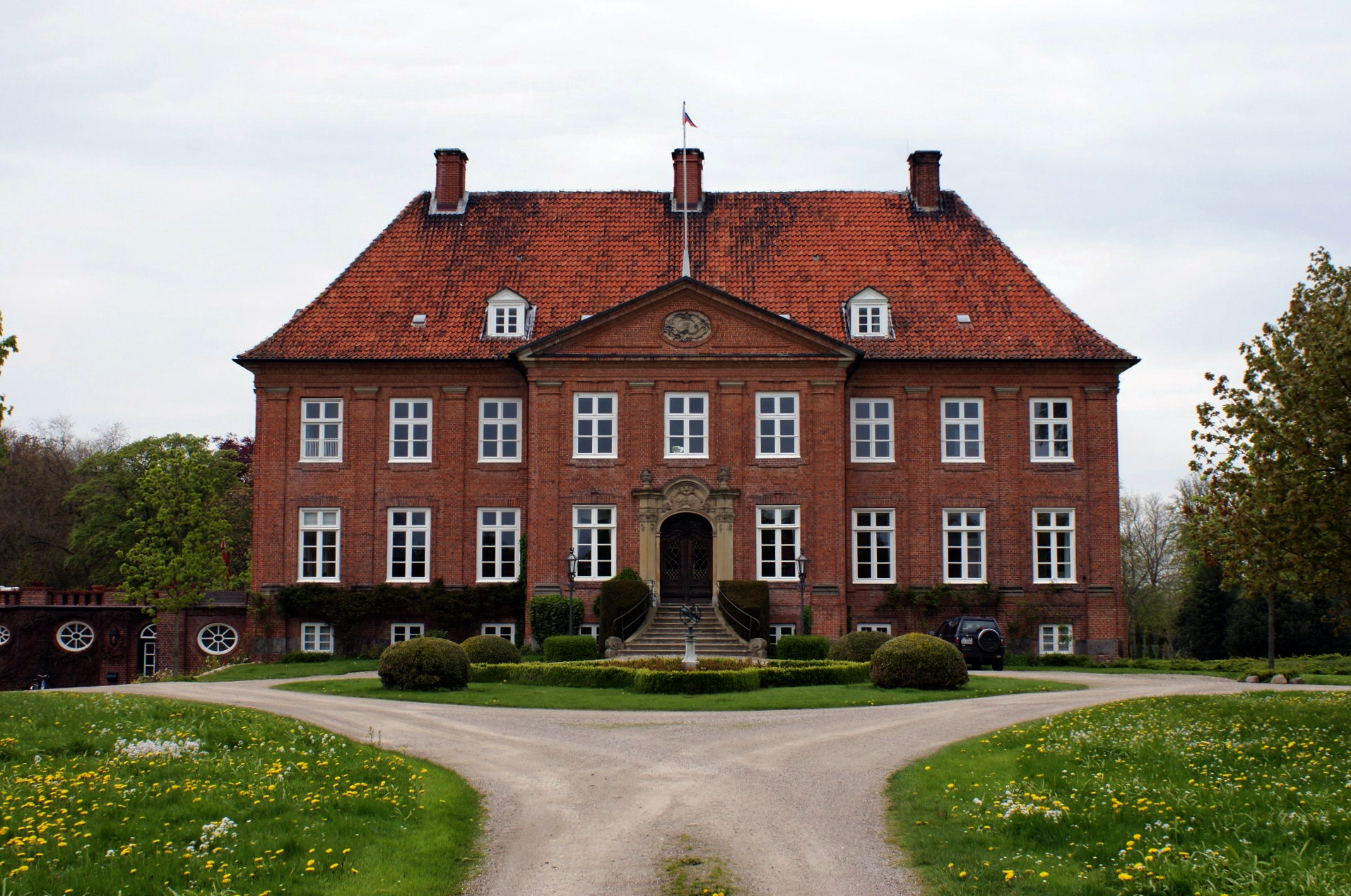
Grünholz Manor, luogo di nascita di Federico, photografato nel 2010.

Il principe Federico nacque il 23 agosto 1891 a Grünholz Manor nello Schleswig-Holstein in Prussia come quintogenito e unico figlio maschio di Federico Ferdinando, Duca di Schleswig-Holstein-Sonderbug-Glücksburg e di sua moglie la Principessa Carolina Matilde di Schleswig-Holstein-Sonderburg-Augustenburg.
Il padre di Federico era il figlio maggiore di Federico, Duca di Schleswig-Holstein-Sonderburg-Glücksburg e in nipote di Cristiano IX di Danimarca. Alla morte di suo padre nel 1885, egli era succeduto alla guida del Casato di Schleswig-Holstein-Sonderburg-Glücksburg e al titolo di duca.

## Matrimonio
Federico sposò sua cugina di secondo grado, la Principessa Maria Melita di Hohenlohe-Langenburg, figlia di Ernesto II, Principe di Hohenlohe-Langenburg e di sua moglie la Principessa Alessandra di Sassonia-Coburgo e Gotha, il 5 febbraio 1916 a Coburgo. Federico e Maria Melita ebbero quattro figli.

## Vita successiva
Quando il Capo del Casato di Schleswig-Holstein-Sonderburg-Glücksburg Alberto, Duca di Schleswig-Holstein morì il 27 aprile 1931, Federico Ferdinando, il padre di Federico,  diventò il Capo del Casato degli Oldenburg ed ereditando il titolo di Duca di Schleswig-Holstein.
Il 21 gennaio 1934, il Duca Federico Ferdinando morì, e Federico divenne capo del Casato di Schleswig-Holstein-Sonderburg-Glücksburg.
Federico morì il 10 febbraio 1965 a Coburgo in Baviera nella Repubblica federale di Germania (Ovest).

## Figli
- S.A Giovanni Alberto, Principe Ereditario di Schleswig-Holstein (12 maggio 1917 - 10 agosto 1944)
- S.A Principe Guglielmo Alfredo Ferdinando di Schleswig-Holstein-Sonderburg-Glücksburg (24 settembre 1919 - 17 giugno 1926)
- S.A Federico Ernesto Pietro, Duca di Schleswig-Holstein (30 aprile 1922 - 30 settembre 1980)
- S.A Principessa Maria Alessandra di Schleswig-Holstein (9 luglio 1927 - 14 dicembre 2000)

## Titoli e trattamento
- 23 agosto 1891 - 27 aprile 1931: Sua Altezza Il Principe Ereditario di Schleswig-Holstein-Sonderburg-Glücksburg
- 27 aprile 1931 - 21 gennaio 1934: Sua Altezza Il Principe Ereditario di Schleswig-Holstein
- 21 gennaio 1934 - 10 febbraio 1965: Sua Altezza Il Duca di Schleswig-Holstein

## Ascendenza
|                                                                      |                                                         |                                                                     | Genitori                                      |  |  | Nonni |  |  | Bisnonni                                                       |  |  | Trisnonni                                            |  |
|                                                                      |                                                         |                                                                     |                                               |  |  |       |  |  | Federico Guglielmo di Schleswig-Holstein-Sonderburg-Glücksburg |  |  | Federico Carlo di Schleswig-Holstein-Sonderburg-Beck |  |
|                                                                      |                                                         |                                                                     |                                               |  |  |       |  |  | Federico Guglielmo di Schleswig-Holstein-Sonderburg-Glücksburg |  |  | Federico Carlo di Schleswig-Holstein-Sonderburg-Beck |  |
|                                                                      |                                                         | Federica di Schlieben                                               |                                               |  |  |       |  |  | Federico Guglielmo di Schleswig-Holstein-Sonderburg-Glücksburg |  |  |                                                      |  |
| Federico di Schleswig-Holstein-Sonderburg-Glücksburg                 |                                                         |                                                                     |                                               |  |  |       |  |  | Federico Guglielmo di Schleswig-Holstein-Sonderburg-Glücksburg |  |  |                                                      |  |
|                                                                      |                                                         | Luisa Carolina d'Assia-Kassel                                       | Carlo d'Assia-Kassel                          |  |  |       |  |  |                                                                |  |  |                                                      |  |
|                                                                      |                                                         | Luisa Carolina d'Assia-Kassel                                       | Carlo d'Assia-Kassel                          |  |  |       |  |  |                                                                |  |  |                                                      |  |
|                                                                      |                                                         | Luisa Carolina d'Assia-Kassel                                       | Luisa di Danimarca                            |  |  |       |  |  |                                                                |  |  |                                                      |  |
| Federico Ferdinando di Schleswig-Holstein-Sonderburg-Glücksburg      |                                                         | Luisa Carolina d'Assia-Kassel                                       |                                               |  |  |       |  |  |                                                                |  |  |                                                      |  |
|                                                                      |                                                         | Giorgio Guglielmo di Schaumburg-Lippe                               | Filippo II di Schaumburg-Lippe                |  |  |       |  |  |                                                                |  |  |                                                      |  |
|                                                                      |                                                         | Giorgio Guglielmo di Schaumburg-Lippe                               | Filippo II di Schaumburg-Lippe                |  |  |       |  |  |                                                                |  |  |                                                      |  |
|                                                                      |                                                         | Giorgio Guglielmo di Schaumburg-Lippe                               | Giuliana d'Assia-Philippsthal                 |  |  |       |  |  |                                                                |  |  |                                                      |  |
| Adelaide di Schaumburg-Lippe                                         |                                                         | Giorgio Guglielmo di Schaumburg-Lippe                               |                                               |  |  |       |  |  |                                                                |  |  |                                                      |  |
|                                                                      |                                                         | Ida di Waldeck e Pyrmont                                            | Giorgio I di Waldeck e Pyrmont                |  |  |       |  |  |                                                                |  |  |                                                      |  |
|                                                                      |                                                         | Ida di Waldeck e Pyrmont                                            | Giorgio I di Waldeck e Pyrmont                |  |  |       |  |  |                                                                |  |  |                                                      |  |
|                                                                      |                                                         | Ida di Waldeck e Pyrmont                                            | Augusta di Schwarzburg-Sondershausen          |  |  |       |  |  |                                                                |  |  |                                                      |  |
| Guglielmo Federico, Duca di Schleswig-Holstein-Sonderburg-Glücksburg |                                                         | Ida di Waldeck e Pyrmont                                            |                                               |  |  |       |  |  |                                                                |  |  |                                                      |  |
|                                                                      | Cristiano di Schleswig-Holstein-Sonderburg-Augustenburg | Federico Cristiano II di Schleswig-Holstein-Sonderburg-Augustenburg |                                               |  |  |       |  |  |                                                                |  |  |                                                      |  |
|                                                                      | Cristiano di Schleswig-Holstein-Sonderburg-Augustenburg | Federico Cristiano II di Schleswig-Holstein-Sonderburg-Augustenburg |                                               |  |  |       |  |  |                                                                |  |  |                                                      |  |
|                                                                      | Cristiano di Schleswig-Holstein-Sonderburg-Augustenburg | Luisa Augusta di Danimarca                                          |                                               |  |  |       |  |  |                                                                |  |  |                                                      |  |
| Federico VIII di Schleswig-Holstein-Sonderburg-Augustenburg          | Cristiano di Schleswig-Holstein-Sonderburg-Augustenburg |                                                                     |                                               |  |  |       |  |  |                                                                |  |  |                                                      |  |
|                                                                      |                                                         | Luisa Sofia di Danneskiold-Samsøe                                   | Christian Conrad Sophus di Danneskiold-Samsøe |  |  |       |  |  |                                                                |  |  |                                                      |  |
|                                                                      |                                                         | Luisa Sofia di Danneskiold-Samsøe                                   | Christian Conrad Sophus di Danneskiold-Samsøe |  |  |       |  |  |                                                                |  |  |                                                      |  |
|                                                                      |                                                         | Luisa Sofia di Danneskiold-Samsøe                                   | Johanne Henriette Valentine Kaas              |  |  |       |  |  |                                                                |  |  |                                                      |  |
| Carolina Matilde di Schleswig-Holstein-Sonderburg-Augustenburg       |                                                         | Luisa Sofia di Danneskiold-Samsøe                                   |                                               |  |  |       |  |  |                                                                |  |  |                                                      |  |
|                                                                      |                                                         | Ernesto I di Hohenlohe-Langenburg                                   | Carlo Ludovico I di Hohenlohe-Langenburg      |  |  |       |  |  |                                                                |  |  |                                                      |  |
|                                                                      |                                                         | Ernesto I di Hohenlohe-Langenburg                                   | Carlo Ludovico I di Hohenlohe-Langenburg      |  |  |       |  |  |                                                                |  |  |                                                      |  |
|                                                                      |                                                         | Ernesto I di Hohenlohe-Langenburg                                   | Amalia Enrichetta di Solms-Baruth             |  |  |       |  |  |                                                                |  |  |                                                      |  |
| Adelaide di Hohenlohe-Langenburg                                     |                                                         | Ernesto I di Hohenlohe-Langenburg                                   |                                               |  |  |       |  |  |                                                                |  |  |                                                      |  |
|                                                                      |                                                         | Feodora di Leiningen                                                | Emilio Carlo di Leiningen                     |  |  |       |  |  |                                                                |  |  |                                                      |  |
|                                                                      |                                                         | Feodora di Leiningen                                                | Emilio Carlo di Leiningen                     |  |  |       |  |  |                                                                |  |  |                                                      |  |
|                                                                      |                                                         | Feodora di Leiningen                                                | Vittoria di Sassonia-Coburgo-Saalfeld         |  |  |       |  |  |                                                                |  |  |                                                      |  |
|                                                                      |                                                         | Feodora di Leiningen                                                |                                               |  |  |       |  |  |                                                                |  |  |                                                      |  |